# L'Innocence de Lizette
Pour plus de détails, voir Fiche technique et Distribution.
L'Innocence de Lizette (titre original : The Innocence of Lizette) est un film américain réalisé par James Kirkwood Sr., sorti en 1916.

## Fiche technique
- Titre : L'Innocence de Lizette
- Titre original : The Innocence of Lizette
- Réalisation : James Kirkwood Sr.
- Scénario : Arthur Henry Gooden, d'après une histoire de Bessie Boniel
- Photographie : Carl Widen
- Montage :
- Producteur :
- Société de production : American Film Company
- Société de distribution : Mutual Film
- Pays de production :  États-Unis
- Langue : film muet avec les intertitres en anglais
- Format : Noir et blanc — 35 mm — 1,33:1 — Muet
- Genre : Comédie dramatique
- Métrage : 1 500 mètres
- Durée : 50 minutes
- Date de sortie :
  - États-Unis : 25 décembre 1916

## Distribution
- Mary Miles Minter : Lizette
- Eugene Forde : Paul
- Harvey Clark : Henry Fauer
- Eugenie Forde : Granny Page
- Ashton Dearholt : Dan Nye
- Blanche Hanson : Mrs. Bunn
- Mr. Newton dans un rôle indéterminé

## À noter
- L'Innocence de Lizette est l'un des rares films de Mary Miles Minter à avoir survécu.
- Le film a été restauré en 2004 aux Pays-Bas et a été présenté avec La Petite Danseuse des rues (A Dream or Two Ago), datant également de 1916, lors de plusieurs festivals en Europe.